# Eliseu Melis Díaz
Eliseu Melis Díaz (? - Barcelona, 12 de juliol de 1947) fou un dirigent anarcosindicalista català, assassinat per ser considerat un confident de la policia.

## Biografia
Entre el 1931 i el 1935 havia estat membre de la Junta del Sindicat Fabril i Tèxtil de la CNT, alhora que col·laborava a Solidaridad Obrera i era adherit a la FAI. El juliol de 1935 fou detingut amb Antoni Seba Amorós com a membres del grup Cultura de la FAI.
Durant la guerra civil espanyola participà en algunes de les accions dels grups d'acció de la FAI. Pel febrer de 1939 intentà fugir a França, però tornà a Barcelona, on fou detingut i interrogat juntament amb Antoni Seba Amorós pel comissari de la Brigada Político-Social Eduardo Quintela Bóveda, qui els convencé perquè actuessin com a confidents. La primavera del 1939 marxà a França i exposà el seu cas a la direcció de la CNT a l'exili i s'oferí com a agent doble, però no li oferiren cap solució i l'agost de 1940 retornà a Barcelona amb un grup de membres de la xarxa d'evasió creada per Francisco Ponzán Vidal.
Durant l'agost de 1941 van caure nombrosos militants de la CNT, cosa que despertà les sospites dels seus companys, però aconseguí sortir-se'n. La primavera de 1942 participà en el Ple de Tolosa de Llenguadoc i hi fou nomenat secretari del Comitè Regional de Catalunya de la CNT, cosa que permetria a la policia franquista practicar detencions de militants de manera selectiva i periòdica. Això, però, va despertar les sospites de la direcció, raó per la qual el 1943 fou marginat dels nous comitès regionals formats. Arran de les detencions dels secretaris generals de la CNT Manuel Amil Barciá (1944), Sigfrido Catalá Tineo (1945) César Broto Villegas (1945), Lorenzo Iñigo Granizo (1946) i Enric Marco Nadal amb tot el XIV Comitè Nacional (maig de 1947) la seva traïció es va fer evident, raó per la qual decidiren assassinar-lo (Plan H).
El juliol de 1947 un escamot del Moviment Llibertari de Resistència, format per José Pareja Pérez i Antoni Gil Oliver, sortí de Prats de Molló cap a Barcelona, on se li uniren Ramon González Sanmartí El nano de Granollers, José Villegas Izquierdo i Pere Adrover Font El Iaio. El dia 12 de juliol de 1947 el tirotejaren a la plaça del Bonsuccés, però aconseguí fugir ferit fins a la Casa de la Caritat, on fou rematat. Aconseguí ferir José Pareja, qui va morir quatre hores després a l'Hospital de Sant Pau de Barcelona.